# Tapati Vallis
La Tapati Vallis è una struttura geologica della superficie di Venere.